# Martres-de-Rivière
Martres-de-Rivière (em occitano:  Martras de Ribèra) é uma comuna francesa na região administrativa da Occitânia, no departamento do Alto Garona. Estende-se por uma área de 3.59 km², com 356 habitantes, segundo o censo de 2018, com uma densidade de 99 hab/km².